# Johann Martin Gumpp der Ältere
Johann Martin Gumpp der Ältere (* 7. November 1643 in Innsbruck; † 3. Juli 1729 ebenda) war ein österreichischer Architekt.
Gumpp, Sohn des Architekten Christoph Gumpp, prägte mit dem Bau von Adelspalästen nach italienischem Vorbild die Innsbrucker Maria-Theresien-Straße (darunter die Palais Taxis, Troyer, Trapp und die Spitalskirche) sowie die inzwischen profanierte Ursulinenkirche am Innrain. Seine Fassaden sind mit Stuck, Friesen oder Masken geschmückt und leiten zum Hochbarock über. Seine Söhne Georg Anton und Johann Martin Gumpp waren die dritte Generation der Gumpp’schen Architekten in Innsbruck.